# Блимере
Блимере (фр. Blumeray) насеље је и општина у североисточној Француској у региону Шампања-Ардени, у департману Горња Марна која припада префектури Сен Дизје.
По подацима из 2011. године у општини је живело 107 становника, а густина насељености је износила 7,29 становника/km². Општина се простире на површини од 14,68 km². Налази се на средњој надморској висини од 240 метара.

## Демографија
| 1962. | 1968. | 1975. | 1982. | 1990. | 1999. | 2011. |
| ----- | ----- | ----- | ----- | ----- | ----- | ----- |
| 118   | 142   | 114   | 103   | 93    | 108   | 107   |

График промене броја становника у току последњих година